# ラバーマッチ
ラバーマッチ（英: Rubber match）は、ボクシングや総合格闘技において同一選手同士の3試合目（特に前2試合の結果が1勝1敗で決着をつける試合）のこと。
ラバーマッチまで組まれるケースはそう多くはないが、近年では「ロイ・ジョーンズ・ジュニア対アントニオ・ターバー」、「マルコ・アントニオ・バレラ対エリック・モラレス」などが話題のラバーマッチとなった。

## 有名なラバーマッチ

### UFC
チャック・リデル vs ランディ・クートゥア
2006年2月4日、UFC 57で開催された。リデルがKO勝ちを収め、敗れたクートゥアは引退（後に復帰）した。
ヴァンダレイ・シウバ vs クイントン・ジャクソン
UFC 92において行われた。

### ボクシング
モハメド・アリ vs ジョー・フレージャー
1975年10月1日、フィリピンマニラで行われた。ボクシング史上最高の試合の1つと言われ、「Thriller in Manilla」と命名された。アリが勝利した。
アルツロ・ガッティ vs ミッキー・ウォード
2003年6月7日に行われた。1試合目、リターンマッチ同様に激しい打ち合いであった。ボクシング史上最高と言われた両者の激しい打ち合いは、ノンタイトルの試合にもかかわらず多くの観客を集め、声援を呼んだ。ちなみに両者の3試合は: リングマガジン ファイト・オブ・ザ・イヤーに選ばれ、3試合ともに伝説の試合となった。この試合ではアルツロ・ガッティが判定勝ちし、試合後ミッキー・ウォードは現役引退を公式に発表した。
徳山昌守 vs 川嶋勝重
2005年7月18日、徳山の再起戦として行われたWBC世界スーパーフライ級タイトルマッチ。徳山が判定勝ちし、王座奪還。
マニー・パッキャオ vs エリック・モラレス
2006年11月18日、に行われたWBCインターナショナルスーパーフェザー級タイトルマッチ。王者マニー・パッキャオが3RTKO勝ちで下し防衛に成功した。
イスラエル・バスケス vs ラファエル・マルケス
2008年3月1日、に行われたWBC世界スーパーバンタム級タイトルマッチ。両者ダウンを喫するなど激闘になる。王者イスラエル・バスケスが2-1の僅差の判定で下し、防衛に成功した。